# Окамото, Мая
Мая Окамото (яп. 岡本 麻弥 Окамото Мая, 3 февраля, 1967, префектура Токио) — японская сэйю.

## Об актрисе
Мая Окамото родилась в Токио, Япония, 3 февраля 1967 года. Её рост — 161 см. Увлекается чтением и просмотром фильмов. Владеет английским языком.
Одна из наиболее известных ролей в озвучании аниме — Минато Харуко из сериала Martian Successor Nadesico. Также занималась дублированием американских фильмов и сериалов на японский язык. Среди ролей — Алтея Флинт из фильма «Народ против Ларри Флинта», Барбара Гордон из «Бэтмен и Робин» и прочие.
В 1987 году Окамото заняла 15-е место в Гран-при журнала Animage, в номинации на лучшую женскую роль.

## Роли в аниме
- 1985 год — Мобильный воин Зета ГАНДАМ (ТВ) (Эмма Син);
- 1985 год — Tatchi (ТВ) (Нацуко);
- 1985 год — Волшебная звезда Магическая Эми (ТВ) (Юкико);
- 1986 год — Искатели приключений в космосе (Анна);
- 1986 год — Мобильный воин ГАНДАМ Зета Два (Рэйна Асита);
- 1986 год — Жестокий Джек OVA-1 (Мари);
- 1986 год — Twinkle Heart: Gingakei made Todokanai (Лимонка);
- 1987 год — Circuit Angel Ketsui no Starting Grid (Марико Окадзаки);
- 1987 год — Hajataisei Dangaioh (Ламба Ном);
- 1988 год — Kidou Senshi SD Gundam (Эмма Син);
- 1988 год — Yousei Ou (Пок);
- 1989 год — Тимпуй (ТВ) (Лилин);
- 1990 год — Тимпуй — Фильм (Лилин);
- 1991 год — Silent Moebius Movie (Юки Сайко);
- 1992 год — Daisougen no Chiisana Tenshi Bush Baby (Жаклин Родз);
- 1992 год — Silent Moebius Movie 2 (Юки Сайко);
- 1993 год — Kouryuu Densetsu Villgust (Фанна);
- 1993 год — Безответственный капитан Тайлор (ТВ) (Харуми);
- 1993 год — Боевая поп-группа Колибри (Рэйко Хосокава);
- 1994 год — Nanatsu no Umi no Tico (Нагиса);
- 1994 год — Haou Taikei Ryuu Knight (Кирио);
- 1994 год — Haou Daikei Ryu Knight OVA (Кирио);
- 1994 год — Aokushimitama Blue Seed (Яёи (эп. 15));
- 1994 год — Темный Мститель Дарксайд (Селия);
- 1994 год — Kusatta Kyoushi No Houteishiki (Юрико Хаясэ);
- 1995 год — Ai Tenshi Densetsu Wedding Peach (Нацуми);
- 1995 год — Люпен III: Погоня за сокровищами Харимао (спецвыпуск 07) (Диана);
- 1996 год — B'tX (Бит Мираж);
- 1996 год — Burn Up W (Мая);
- 1996 год — Безответственный капитан Тайлор OVA-3 (Харуми);
- 1996 год — Возвращение Рубак на большой экран (Учительница боевых искусств);
- 1996 год — Garzey's Wing (фея Фалан Фа)
- 1996 год — Крейсер Надэсико (ТВ) (Минато Харука);
- 1996 год — Chouja Reideen (Экидона);
- 1997 год — Едок (Анина);
- 1997 год — Ночные воины: Охотники на вампиров (Мэй Лин);
- 1997 год — Buttobi!! CPU (Центрис);
- 1997 год — Chuuka Ichiban (Шань);
- 1997 год — Рыцари Рамунэ OVA-3 (Текила);
- 1997 год — B't X Neo (Бит Мираж);
- 1997 год — Снова воины-марионетки Джей (Марин);
- 1997 год — Burn Up! Excess (Мая);
- 1997 год — Макросс 7 Динамит (Лиза);
- 1998 год — Гекигангер-3 (Миэ-Миэ);
- 1998 год — Silent Moebius (Юки Сайко);
- 1998 год — Детектив Конан (фильм 02) (Нана);
- 1998 год — Night Walker: Mayonaka no Tantei (Мэгуми);
- 1998 год — Крейсер Надэсико — Фильм (Минато Харука);
- 1998 год — Terra Story (Миса);
- 1998 год — Розовые сестры (Мики Симидзу);
- 1999 год — Марко (Кончетта);
- 1999 год — Sakura Taisen 2 (Солетта Орихимэ);
- 2000 год — Sakura Taisen TV (Солетта Орихимэ);
- 2001 год — Сакура: Война миров — Фильм (Солетта Орихимэ);
- 2002 год — Sakura Taisen Sumire Kanzaki Intai Kinen: Su Mi Re (Солетта Орихимэ);
- 2005 год — Спидграфер (Михару Сирумаку);
- 2005 год — Мобильный воин Зета ГАНДАМ — Новый перевод (фильм первый) (Эмма);
- 2005 год — Фигурный Калейдоскоп (Доминик Миллер);
- 2006 год — Kikoushi Enma (Дайко Хойн);
- 2006 год — D.Gray-man (Элиад);
- 2007 год — Боги-машины: Формула гигантов (Рей Олдридж);
- 2008 год — Владыка Скрытого мира (Асахи Рокудзё (мать Михару))